# كذبة بيضا (فلم)
كذبة بيضا فيلم سينمائي لبناني بطولة طوني عيسى وجيسي عبدو ووسام صباغ وبونيتا عيسى وعدد من نجوم الدراما اللبنانية وإخراج نبيل لبّس وإنتاج جمال سنان وتأليف كلود صليبا.
صدر في عام 2018 وقد تم طرحه في دور العرض في كل أنحاء لبنان. كذبة بيضا فيلم كوميدي واقعي يمثل واقع الشاب الفقير «عمر» ومعاناته في الحياة فيقع في حب فتاة من الطبقة الغنية ليقوم بمجاراة كذبة صديقه «فريد» البيضاء ليكمل مشوار الحب فتكتشف «ميرا» كذبته وتجبرها أختها على الزواج لرد الديون.